# زواج الأطفال في أفغانستان
وفقًا لمنظمة اليونيسيف، إن زواج الأطفال هو الزواج الرسمي أو الارتباط غير الرسمي للأطفال تحت الثامنة عشر، وهو يؤثر على الفتيات أكثر من الفتيان. في أفغانستان، 57% من الفتيات يتم تزويجهن قبل التاسعة عشر. الأعمار الأكثر شيوعًا في تزويج الفتيات هي الخامسة عشر والسادسة عشر. إن خصائص النوع الاجتماعي وبنية العائلة والأفكار الثقافية والسياسية والاقتصادية هي ما تساهم في تحديد إذا ما كانت الفتاة تتزوج صغيرة السن أم لا.
إن زواج الأطفال مرتبط بالعواقب الضارة لحرمان الفتيات من التعليم والقدرة على الاستقلال. قد تعاني الفتيات أيضًا من الأذى الجسدي لأن أجسادهن لم تستعد بعد لتحمل الولادة، مما ينتج عنه صدمة نفسية وعقلية وجسدية لدى الفتاة وطفلها.